# Rietz-Neuendorf
Rietz-Neuendorf (niedersorbisch Nowa Wjas pśi rěce) ist eine amtsfreie Gemeinde im Landkreis Oder-Spree in Brandenburg südöstlich von Berlin.

## Geografie
Die Gemeinde Rietz-Neuendorf grenzt im Norden an die Gemeinde Langewahl (Amt Scharmützelsee), im Nordosten und Osten an die Gemeinden Berkenbrück und Briesen (Mark) (beide Amt Odervorland), im Osten und Südosten an die Gemeinden Müllrose und Ragow-Merz (beide Amt Schlaubetal), im Süden an die amtsfreie Stadt Beeskow und die amtsfreie Gemeinde Tauche, im Südwesten an die amtsfreie Stadt Storkow (Mark), im Westen an die Gemeinden Wendisch-Rietz, Diensdorf-Radlow und Bad Saarow (alle Amt Scharmützelsee).
Die Gemeinde liegt auf der Beeskower Platte, die als Nr. 824 in den Naturräumlichen Haupteinheiten Deutschlands in der Haupteinheitengruppe Nr. 82 Ostbrandenburgisches Heide- und Seengebiet geführt wird. Im Untergrund der Platte überwiegen saaleeiszeitliche Grundmoränenflächen, die weitgehend von flachwelligen Endmoränenbildungen der letzten Eiszeit überlagert werden. Das Gemeindegebiet wird vom oberen und mittleren Lauf des Blabbergrabens durchflossen, der in einer glazialen Rinne eine fünfteilige Seenkette verbindet und von Nord nach Süd in die Krumme Spree zwischen Kossenblatt und Werder entwässert. Von diesen Rinnenseen gehören der Herzberger See und der Ahrensdorfer See zu Rietz-Neuendorf. Die südwestlichen Gemeindeteile um Ahrensdorf und Behrensdorf gehören weitgehend zum Naturpark Dahme-Heideseen und werden vom Schwenowseegraben durchflossen, Teile von Glienicke und Herzberg gehören zum Landschaftsschutzgebiet Scharmützelseegebiet.

## Gemeindegliederung
Die Gemeinde gliedert sich nach ihrer Hauptsatzung in 14 Ortsteile (sorbische Bezeichnungen nach dem Brandenburgischen Ortsnamenbuch, Wohnplätze nach dem Dienstleistungsportal der Landesverwaltung):

### Ortsteile
- Ahrensdorf
- Alt Golm (Chółm)
- Behrensdorf (Baranojce)
- Birkholz (Bŕazowc)
- Buckow (Bukow)
- Drahendorf
- Glienicke (Glinki)
- Görzig (Górice)
- Groß Rietz (Rěc)
- Herzberg
- Neubrück (Nowy Most)
- Pfaffendorf (Popojce)
- Sauen (Sowjo)
- Wilmersdorf

### Bewohnte Gemeindeteile
Hartensdorf, Krachtsheide, Kunersdorf und Raßmannsdorf.

### Wohnplätze
Emilienthal, Georgshöhe, Görziger Dorfstelle, Kadelhof, Klein Rietz, Lamitsch (Łomnica), Neue Herrlichkeit, Neuhaus, Rietz-Neuendorf, Sandscholle, Schröders Hof und Spreehorst.

## Geschichte
Rietz-Neuendorf war der Name einer kleinen Gemeinde, die am 1. Januar 1928 nach Groß Rietz eingemeindet wurde. 1945 erlangte diese Gemeinde zunächst ihre Eigenständigkeit zurück, bevor sie am 1. Juli 1950 nach Görzig eingemeindet wurde.

### Amt Glienicke/Rietz-Neuendorf
Im Zuge der Ämterbildung 1992 in Brandenburg schlossen sich 13 Gemeinden in den damaligen Kreisen Beeskow und Fürstenwalde zum Amt Glienicke/Rietz-Neuendorf zusammen. Zum 31. Dezember 2001 schlossen sich innerhalb des Amtes die Gemeinden Ahrensdorf, Birkholz, Buckow, Drahendorf, Görzig, Groß Rietz, Herzberg, Neubrück (Spree), Pfaffendorf, Sauen und Wilmersdorf zur neuen Gemeinde Rietz-Neuendorf zusammen. Zum 26. Oktober 2003 wurden die Gemeinden Alt Golm und Glienicke per Gesetz in die Gemeinde Rietz-Neuendorf eingegliedert. Das Amt Glienicke/Rietz-Neuendorf wurde aufgelöst, die Gemeinde Rietz-Neuendorf wurde amtsfrei. Das Gemeindegebiet ist identisch mit dem des Amtes Glienicke/Rietz-Neuendorf.

### Eingemeindungen
Hier folgen die Namen der Gemeinden, aus denen am 31. Dezember 2001 und 26. Oktober 2003 die neue Flächengemeinde Rietz-Neuendorf gebildet wurde. Außerdem werden die Eingemeindungen aufgelistet, die vor dem Zusammenschluss auf dem Gebiet der jetzigen Gemeinde stattgefunden haben. Trotz der Eingemeindungen liegt die Einwohnerzahl Rietz-Neuendorfs unter der von der Landesregierung ausgegebenen unteren Richtschwelle für amtsfreie Gemeinden (5.000 Einwohner), sodass in der Bevölkerung neue Zusammenlegungen erwartet werden.
| Ehemalige Gemeinde | Datum                          | Anmerkung                                                    |
| ------------------ | ------------------------------ | ------------------------------------------------------------ |
| Ahrensdorf         | 31. Dezember 2001              |                                                              |
| Alt Golm           | 26. Oktober 2003               |                                                              |
| Behrensdorf        | 1. Januar 1974                 | Eingemeindung nach Ahrensdorf                                |
| Birkholz           | 31. Dezember 2001              |                                                              |
| Buckow             | 31. Dezember 2001              |                                                              |
| Drahendorf         | 31. Dezember 2001              |                                                              |
| Glienicke          | 26. Oktober 2003               |                                                              |
| Görzig             | 31. Dezember 2001              |                                                              |
| Groß Rietz         | 31. Dezember 2001              |                                                              |
| Herzberg           | 31. Dezember 2001              |                                                              |
| Klein Rietz        | 1. Juli 1950                   | Eingemeindung nach Groß Rietz                                |
| Kunersdorf         | 1. Juli 1950                   | Eingemeindung nach Pfaffendorf                               |
| Lamitsch           | 1. April 1938                  | Eingemeindung nach Pfaffendorf                               |
| Neubrück (Spree)   | 31. Dezember 2001              |                                                              |
| Pfaffendorf        | 31. Dezember 2001              |                                                              |
| Raßmannsdorf       | 1. Juli 1950                   | Eingemeindung nach Neubrück (Spree)                          |
| Rietz-Neuendorf    | 1. Juli 1950 31. Dezember 2001 | Eingemeindung nach Görzig, Zusammenschluss aus elf Gemeinden |
| Sauen              | 31. Dezember 2001              |                                                              |
| Wilmersdorf        | 31. Dezember 2001              |                                                              |

## Bevölkerungsentwicklung
| Jahr | Einwohner |
| ---- | --------- |
| 2001 | 3 588     |
| 2005 | 4 482     |
| 2010 | 4 232     |
| 2015 | 4 124     |
| 2020 | 4 108     |

| Jahr | Einwohner |
| ---- | --------- |
| 2021 | 4 143     |
| 2022 | 4 082     |
| 2023 | 4 130     |
| 2024 | 4 147     |

Gebietsstand des jeweiligen Jahres, Einwohnerzahl: Stand 31. Dezember, ab 2011 auf Basis des Zensus 2011, ab 2022 auf Basis des Zensus 2022

## Politik

### Gemeindevertretung
Die Gemeindevertretung von Rietz-Neuendorf besteht entsprechend der Einwohnerzahl der Gemeinde aus 16 Gemeindevertretern und dem hauptamtlichen Bürgermeister. Die Kommunalwahl am 9. Juni 2024 führte bei einer Wahlbeteiligung von 77,8 % zu folgendem Ergebnis:
| Partei / Wählergruppe                | Stimmenanteil 2019 | Sitze 2019 |        | Stimmenanteil 2024 | Sitze 2024 |
| ------------------------------------ | ------------------ | ---------- | ------ | ------------------ | ---------- |
| AfD                                  | –                  | –          | 22,1 % | 1                  |            |
| Wählergruppe Haß-Schulze-Kraft       | –                  | –          | 13,5 % | 2                  |            |
| Wählergruppe Bauern-Jäger-Angler     | 15,7 %             | 3          | 11,6 % | 2                  |            |
| Wählergruppe Kuchenbecker            | –                  | –          | 08,8 % | 2                  |            |
| Wählergruppe Alt Golm                | 05,0 %             | 1          | 07,9 % | 1                  |            |
| Wählergruppe Feuerwehr               | 09,6 %             | 2          | 07,9 % | 1                  |            |
| Einzelbewerber Mario Kiesow          | 07,3 %             | 1          | 06,8 % | 1                  |            |
| Einzelbewerberin Melanie Horstmann   | –                  | –          | 05,7 % | 1                  |            |
| Einzelbewerber Jörg Haase            | 02,0 %             | –          | 03,2 % | 1                  |            |
| Bündnis 90/Die Grünen                | 04,8 %             | 1          | 03,1 % | 1                  |            |
| 5 weitere Einzelbewerber             | –                  | –          | 09,4 % | –                  |            |
| Die Linke                            | 12,3 %             | 2          | –      | –                  |            |
| Einzelbewerber Hartmut Kuchenbecker  | 09,2 %             | 1          | –      | –                  |            |
| Einzelbewerber Günter Poeschke       | 08,6 %             | 1          | –      | –                  |            |
| Einzelbewerber Wilfried Perlitz      | 04,7 %             | 1          | –      | –                  |            |
| Einzelbewerber Ralf Moede            | 03,6 %             | 1          | –      | –                  |            |
| CDU                                  | 03,4 %             | 1          | –      | –                  |            |
| Piraten und 5 weitere Einzelbewerber | 13,8 %             | –          | –      | –                  |            |
| Insgesamt                            | 100 %              | 15         | 100 %  | 13                 |            |

Bei der Wahl 2019 entfielen auf den Einzelbewerber Kuchenbecker zwei Sitze, von denen einer unbesetzt blieb. Bei der Wahl 2024 entfielen auf die AfD vier Sitze, von denen drei unbesetzt bleiben, weil die Partei nur einen Kandidaten nominiert hatte.

### Bürgermeister
- 2003–2019: Olaf Klempert (BVB/Freie Wähler)[21]
- seit 2020: Oliver Radzio (CDU)

Radzio wurde in der Bürgermeisterwahl am 8. November 2020 mit 65,9 % der gültigen Stimmen gewählt. Seine Amtszeit beträgt acht Jahre.

### Partnerschaften
Partnergemeinde ist Jerzmanowa in Polen.

### Wappen
Blasonierung: „Von Silber und Rot gespalten auf einem Schildfuß vorne eine halbe Eiche und hinten eine halbe Buche am Spalt, alle in verwechselten Farben.“
Das Wappen zeigt mit einem gespaltenen Baum, der sich je zur Hälfte aus einer heraldisch stilisierten Eiche und einer heraldisch stilisierten Buche zusammenfügt, eine wappenkünstlerisch sehr interessante Figur. Das Motiv steht für die naturnahe und waldreiche Gemeindeflur der auf der Beeskower Platte gelegenen Flächengemeinde Rietz-Neuendorf mit seinen 14 Ortsteilen (7 Eichen- und 7 Buchenblätter).
Das Wappenbild verweist zudem auf eine forstwissenschaftliche und forstwirtschaftliche Tradition in der Gemeinde. Im Sauener Forst beschäftigt man sich seit weit mehr als einhundert Jahren mit den Vorteilen und Besonderheiten von Mischwaldstrukturen. Das Wappen greift die Brandenburgischen Landesfarben auf und zeigt das Motiv in sogenannten verwechselten Tinkturen.
Das Wappen wurde vom Heraldiker Frank Diemar gestaltet.

## Sehenswürdigkeiten und Kultur

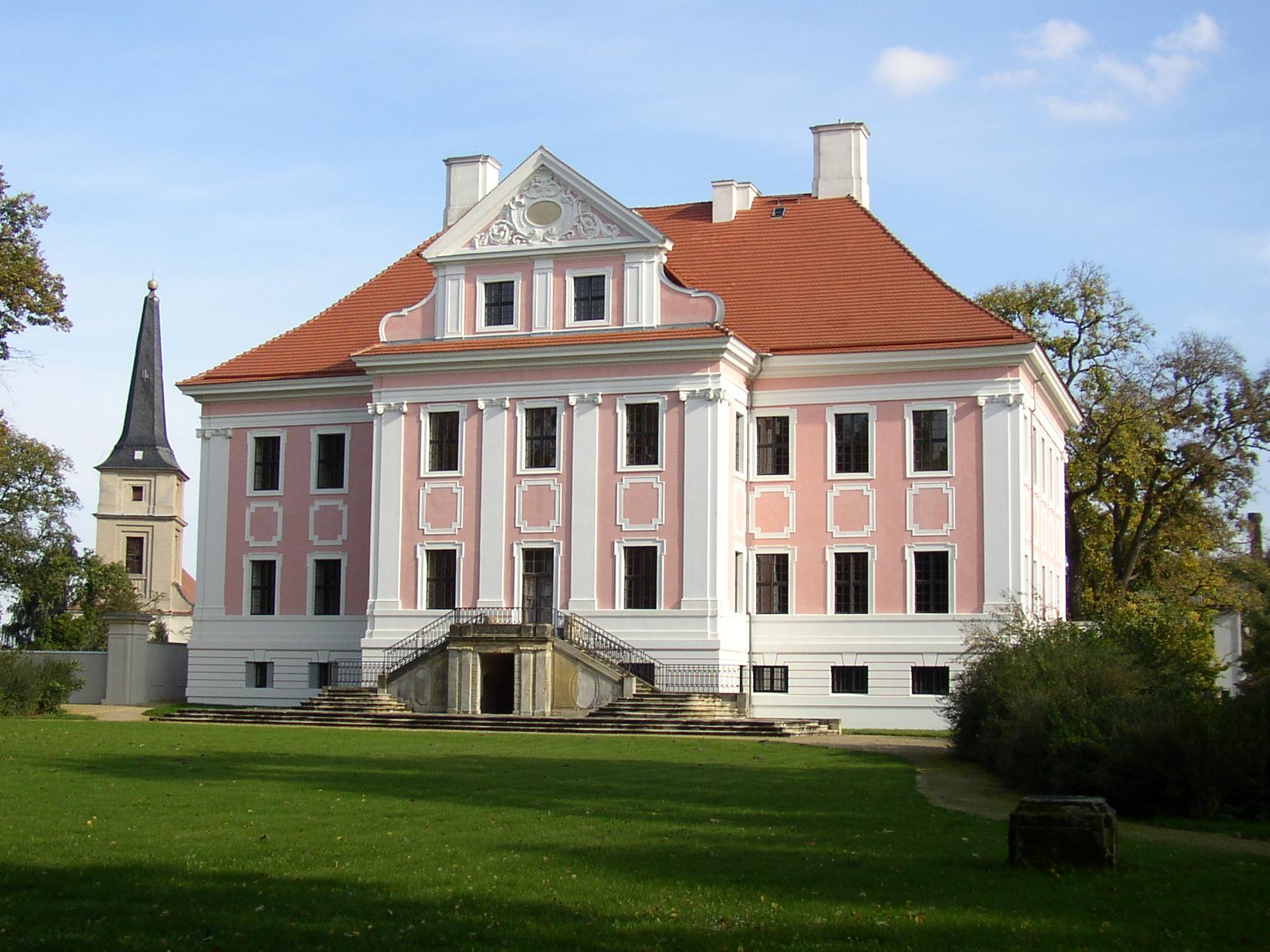
Kirche und Schloss in Groß Rietz

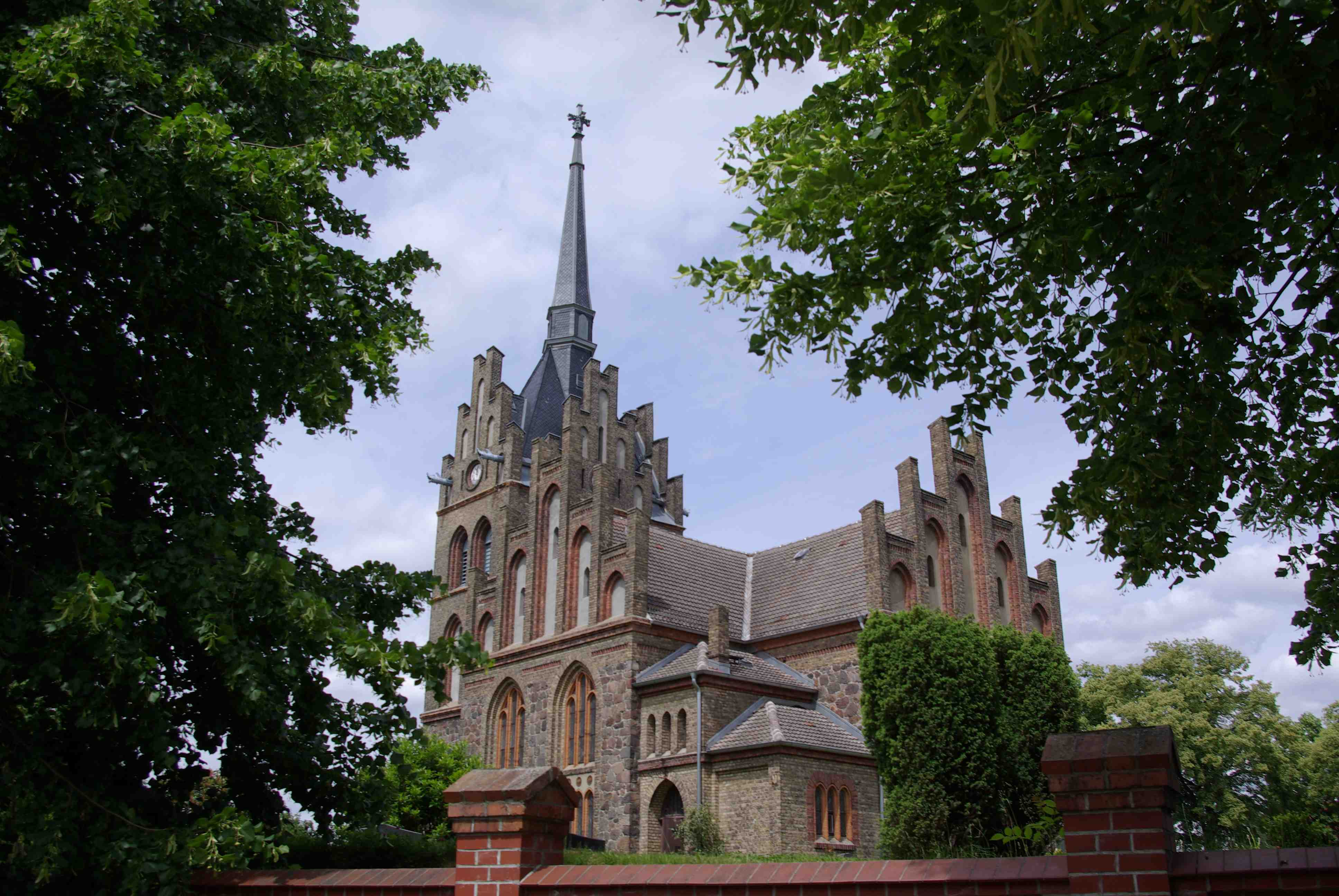
Kirche in Herzberg

In der Liste der Baudenkmale in Rietz-Neuendorf und in der Liste der Bodendenkmale in Rietz-Neuendorf stehen die in der Denkmalliste des Landes Brandenburg eingetragenen Kulturdenkmale.

### Bauwerke
- Barockes Schloss Groß Rietz mit Schlosspark
- Dorfkirche Groß Rietz aus dem Jahr 1704 mit einer barocken Kirchenausstattung aus der Bauzeit
- Die neogotische Dorfkirche Herzberg entstand in den Jahren 1882 und 1883 auf einem Vorgängerbau aus dem 13. Jahrhundert. Im Innern befindet sich eine bauzeitliche Kirchenausstattung.
- Die Dorfkirche Birkholz ist eine mittelalterliche Saalkirche, die in der Mitte des 18. Jahrhunderts grundlegend umgebaut wurde. Im Innern stehen unter anderem fünf spätgotische Schnitzfiguren.
- Die Dorfkirche Pfaffendorf ist eine Saalkirche aus den Jahren 1736 und 1737. Im Innern steht unter anderem ein Kanzelaltar aus dem Ende des 18. Jahrhunderts.
- Die mittelalterliche Dorfkirche Sauen wurde 1895 durch einen Blitzeinschlag vollständig zerstört, aber in den Jahren 1896/1897 wiederaufgebaut. Im Innern steht eine Sauer-Orgel.
- Lindenberger Viadukt der Bahnstrecke Königs Wusterhausen–Grunow zur Überbrückung der Glienicker Schlucht mit dem Blabbergraben

### Parks
Gut Hirschaue zwischen den Dörfern Birkholz, Buckow und Groß-Rietz, Deutschlands größtes ökologisches Wildgehege mit Damtieren, Rothirschen, Mufflons und Schweinen sowie Hofladen und Restaurant

### Alte Baumriesen
- Eiche bei Neubrück mit einem Brusthöhenumfang von 7,60 m (2016).[25]
- Wuchtige Eiche am Rietzer See mit einem Brusthöhenumfang von 7,24 m (2016).[26]

### Jährliche Veranstaltungen
Fastnacht, Osterfeuer, Maifest, Dorffest, Sportfest

## Verkehr
Der Haltepunkt Buckow (b Beeskow) an der Bahnstrecke Königs Wusterhausen–Grunow liegt auf dem Gemeindegebiet. Er wird von der Regionalbahnlinie RB 36 Königs Wusterhausen–Frankfurt (Oder) bedient.
Der Personenverkehr auf der Bahnstrecke Fürstenwalde–Beeskow mit den Haltepunkten Wilmersdorf, Pfaffendorf, Görzig und Groß Rietz wurde 1997 eingestellt.
Der öffentliche Personennahverkehr wird unter anderem durch den PlusBus des Verkehrsverbund Berlin-Brandenburg erbracht. Folgende Verbindung führt, betrieben von der Busverkehr Oder-Spree, durch Rietz-Neuendorf:
- Linie 440: Beeskow ↔ Rietz-Neuendorf ↔ Langewahl ↔ Fürstenwalde

Rietz-Neuendorf liegt an der Bundesstraße 168 zwischen Fürstenwalde und Beeskow sowie an der Landesstraße L 42 zwischen Lindenberg und dem Ortsteil Kunersdorf.

## Persönlichkeiten
- Johann Christoph von Wöllner (1732–1800), preußischer Minister, lebte und starb in Groß Rietz
- Paul Max von Gersdorff (1814–1872), auf Cunersdorf, Landrat des Kreises Beeskow-Storkow
- Edwin von Gersdorff (1846–1920), Sohn des Vorigen, auf Cunersdorf, Landrat des Kreises Beeskow-Storkow
- Gerhard Schulz (1931–2008), Vielseitigkeitsreiter, geboren in Hartensdorf